# Trzęsienie ziemi na Sycylii (1693)

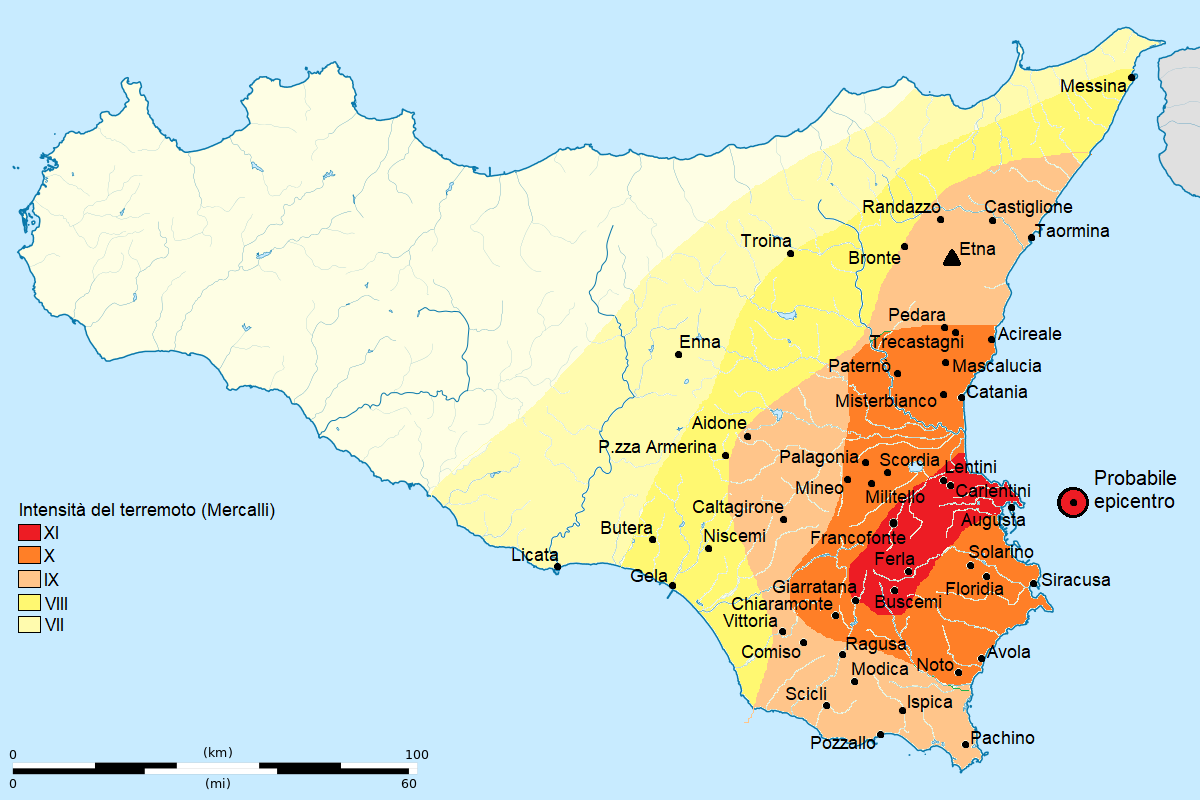
Zasięg trzęsienia ziemi na Sycylii

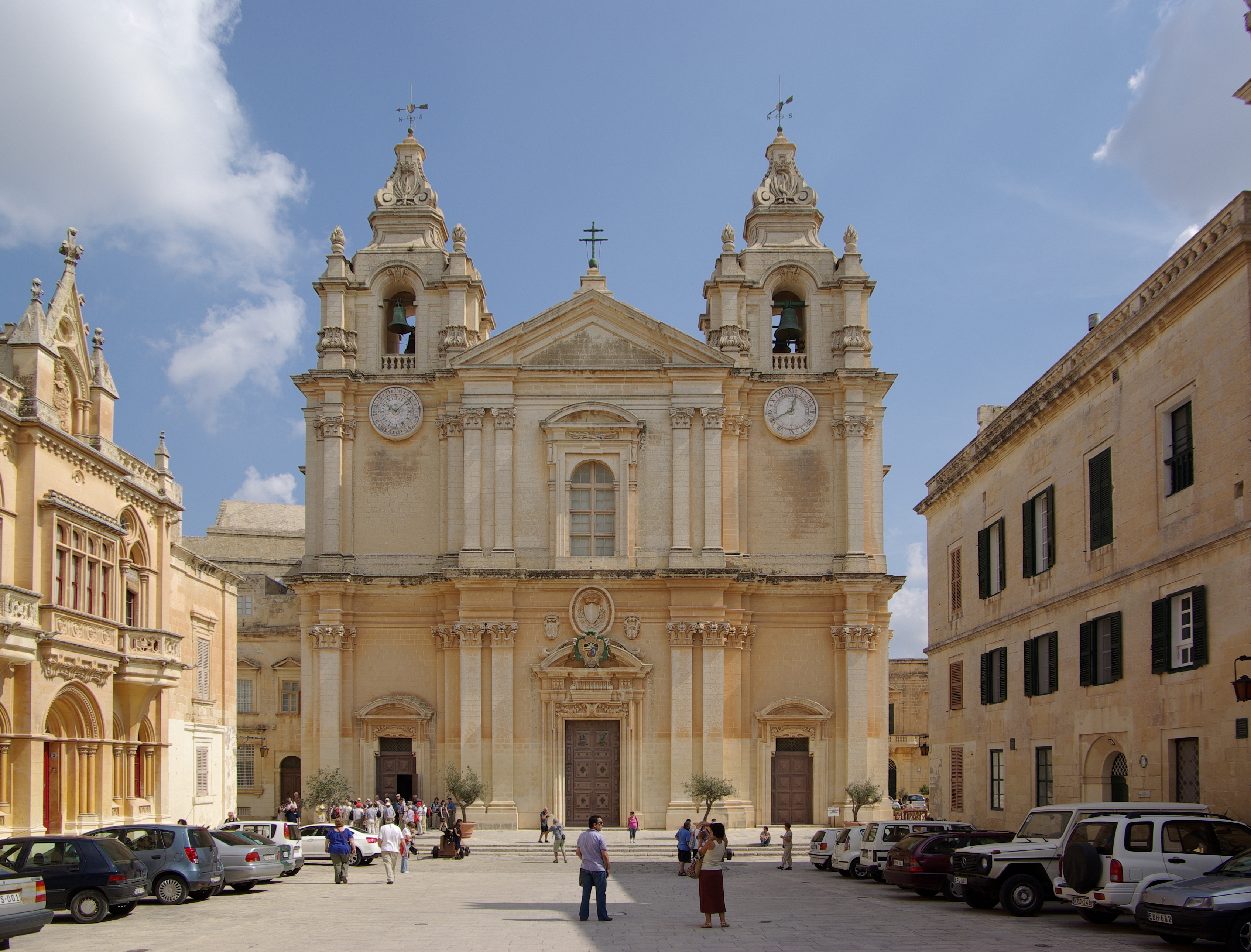
Katedra Świętego Pawła w Mdinie została odbudowana po trzęsieniu ziemi

Trzęsienie ziemi na Sycylii w 1693 roku miało miejsce 11 stycznia 1693 roku i dotknęło włoską wyspę Sycylię oraz Maltę.
Powodem trzęsienia ziemi była erupcja Etny. W wyniku trzęsienia ziemi całkowicie zniszczonych zostało 45 miast, a śmierć poniosło 60 000 osób, w tym ponad 2/3 mieszkańców Katanii.
W wyniku trzęsienia ziemi zniszczeniu uległo wiele budynków architektury barokowej, w tym kościoły, które na Sycylii różniły się stylem oraz wykończeniem od ówczesnych kanonów.
Miastami, które ucierpiały najbardziej wskutek trzęsienia ziemi i musiały być budowane od nowa, były m.in. Syrakuzy, Comiso oraz Modica, a także miasteczka na Malcie.